# Weissia inclinans
Weissia inclinans là một loài Rêu trong họ Pottiaceae. Loài này được (Dicks.) Brid. miêu tả khoa học đầu tiên năm 1806.